# Contea di Lake (Minnesota)
La contea di Lake (in inglese Lake County) è una contea dello Stato del Minnesota, negli Stati Uniti. La popolazione al censimento del 2000 era di 11 058 abitanti. Il capoluogo di contea è Two Harbors.

## Contee e distretti confinanti
- Distretto di Rainy River (Ontario, Canada) - nord
- Contea di Cook - est
- Contea di Ashland (Wisconsin) - sud-est
- Contea di Bayfield (Wisconsin) - sud
- Contea di Douglas (Wisconsin) - sud
- Contea di St. Louis - ovest

## Comuni

### Cities
- Beaver Bay
- Silver Bay
- Two Harbors (capoluogo)